# Équipe de Colombie de futsal
Maillots
Actualités
L'équipe de Colombie de futsal est la sélection nationale représentant la Colombie dans les compétitions internationales de futsal.